# Meconopsis pseudovenusta
Meconopsis pseudovenusta là một loài thực vật có hoa trong họ Anh túc. Loài này được G. Taylor mô tả khoa học đầu tiên năm 1934.